# Три Хилс (Алберта)
Три Хилс (енгл. Three Hills) је малена варош у јужном делу канадске провинције Алберта, у оквиру статистичке регије Јужна Алберта. 
Насеље основано 1912. име је добило по три брежуљка која се уздижу северно од њега. Некадашње фармерско насеље дислоцирано је на данашњи положај 1912. када је добило и статус села. Пошто су основу популације чинили пољопривредници, углавном ратари, насеље је за кратко време постало важан центар за производњу и трговину пшеницом. 
У насељу је још 1922. основана хришћанска виша школа (Prairie Bible Institute).
Према подацима пописа становништва из 2011. у варошици је живело 3.198 становника што је за 2,8% мање у односу на попис из 2006. када су регистрована 3.322 житеља.
Варошица је била домаћин летњих спортских игара Алберте 1998. године.

## Становништво
| 2006. | 2011. | 2016. | 2021. |
| ----- | ----- | ----- | ----- |
| 3.089 | 3.198 | 3.212 | 3.042 |